# Карабаглы (Хачмазский район)
Карабаглы (азерб. Qarabağlı) — село в Хачмазском районе Азербайджана.

## География
Расположено к северо-востоку от районного центра Хачмаза. 

## История
Карабаглы основано в 1780-81 годах, выходцами из Карабахского ханства, переселёнными Фатали-ханом. Ойконим означает — вышедшие, пришедшие из Карабаха. 
По сведениям «Камерального описания Кубинской провинции», составленном в 1831 году коллежским регистратором Хотяновским, в деревне Карабаглар находившейся в собственности Мирзы Мухаммед хана население состояло из шиитов, ведших оседлый образ жизни и занимавшихся шелководством и земледелием. 
По данным на 1857 год «татарская» (азербайджанская)-шиитская деревня Карабаги относилась к Шабранскому магалу одноимённого участка Кубинского уезда Дербентской губернии.

## Население
Статистические данные посемейных списков на 1886 год показывают в Карабаглы (Карабаги) IV Мюшкюрского участка Кубинского уезда Бакинской губернии 102 жителя (21 дым) и все азербайджанцы-шииты (по источнику «татары»-шииты). Жители (56 мужчин и 46 женщин) являлись крестьянами на владельческой земле.
По результатам Азербайджанской сельскохозяйственной переписи 1921 года Карабах Кубинского уезда Азербайджанской ССР населяли 157 человек (41 хозяйство, 78 мужчин и 79 женщин), преобладающая национальность — тюрки азербайджанские.
По материалам издания «Административное деление АССР», подготовленных в 1933 году Управлением народно-хозяйственного учёта АССР (АзНХУ), по состоянию на 1 января 1933 года в селе Карабаглы входившем в  Джигатайский сельсовет Хачмазского района Азербайджанской ССР проживал 351 человек (102 хозяйства, 178 мужчин, 173 женщины). Весь Джигатайский сельсовет состоял из сёл  Чахмахлы, Джигатай, Араб-Бабалы, Гюлалан, Гаджилар, Амшарикент, Низовая, Карабаглы, Карачай, Караглык, Каракашлы, Каракуртлы, Илхычы, Васильевка, Илх.-Гасанэф. Национальный состав Джигатайского сельсовета состоял из тюрков (азербайджанцы) — 61.9% и русских — 37.8%.

## Достопримечательность
В селе расположена мечеть воздвигнутая местными жителями в 1341 году по хиджре. В советские годы использовалась под амбар. С 1985 года возобновила свою деятельность.